# Yaya Touré
Gnégnéri Yaya Touré (* 13. Mai 1983 in Bouaké) ist ein ehemaliger ivorischer Fußballspieler. In den Jahren 2011 bis 2014 wurde er zu Afrikas Fußballer des Jahres gewählt und war der erste Spieler, der diese Auszeichnung viermal in Folge gewann.

## Verein
Yaya Touré begann seine Karriere 1996 in der Jugendfußballschule Academy Mimosifcom. Über den ASEC Abidjan wechselte er 2001 zu KSK Beveren nach Belgien, von wo er 2003 zu Metalurh Donezk ging. 2005 schließlich verpflichtete ihn der griechische Spitzenklub Olympiakos Piräus. Im Jahre 2006 ging eine Reihe von Angeboten anderer Klubs bei ihm ein; letztlich entschied er sich für jenes des AS Monaco.
Durch seine sehr guten Leistungen beim AS Monaco wurde der FC Barcelona auf ihn aufmerksam. Am 26. Juni 2007 wurde schließlich Tourés Wechsel nach Barcelona bekannt gegeben. Er unterschrieb für vier Jahre und kostete zehn Millionen Euro Ablöse. Im Juni 2009 verlängerte Touré seinen Vertrag bei Barça vorzeitig bis 2012. In dem neuen Vertrag wurde die festgeschriebene Ablösesumme von 60 auf 100 Millionen Euro angehoben.
Nachdem er mit dem FC Barcelona im Jahr 2009 alle sechs möglichen Pokale gewonnen hatte, wurde er zum Fußballer des Jahres der Elfenbeinküste im Jahr 2009 ernannt.
Am 2. Juli 2010 unterzeichnete er einen auf fünf Jahre befristeten Vertrag bei Manchester City. Als Schlüsselspieler, der teilweise auch die Kapitänsbinde trug, hatte Touré in den folgenden Jahren großen Anteil an der Etablierung der „Citizens“ als Spitzenmannschaft in der Premier League. Obwohl er beim FC Barcelona hauptsächlich im defensiven Mittelfeld zum Einsatz gekommen war, spielte er bei Manchester City in der Regel eine offensivere Position, wodurch er auch torgefährlicher wurde. Er kann im defensiven, zentralen und offensiven Mittelfeld wie auch in der Innenverteidigung eingesetzt werden.
In seiner ersten Saison bei City erzielte er im Halbfinale des FA Cups gegen Manchester United das einzige Tor des Spiels und hatte somit großen Anteil daran, dass seine Mannschaft ins Finale einzog. Dort traf Manchester City auf Stoke City, das 1:0 besiegt wurde. Der Torschütze war wieder Touré, der den Fans der Citizens damit den ersten Titelgewinn nach 35 Jahren bescherte.
Im April 2013 verlängerte Touré seinen Vertrag bei den „Citizens“ um weitere vier Jahre bis zum Ende der Saison 2016/17. Anschließend erhielt er einen weiteren Einjahresvertrag, war in der Saison 2017/18 aber nur noch Ersatzspieler. Im Mai 2018 gab Trainer Pep Guardiola bekannt, dass Touré Manchester City zum Saisonende verlassen werde. Im letzten Heimspiel der Saison am 9. Mai 2018 wurde er offiziell verabschiedet.
Anfang September 2018 kehrte Touré wieder zu Olympiakos Piräus zurück, der Vertrag wurde aber bereits Mitte Dezember 2018 nach nur wenigen Einsätzen „in gegenseitigem Einvernehmen“ wieder aufgelöst.
Im Mai 2019 beendete Touré seine aktive Laufbahn. Später dementierte er die Berichte über sein Karriereende und stellte klar, dass er sich bereits auf eine Trainerlaufbahn vorbereite, seine Spielerkarriere jedoch nicht beendet habe.
Im Juli 2019 unterschrieb er einen Vertrag bei Qingdao Huanghai in der China League One.

## Nationalmannschaft

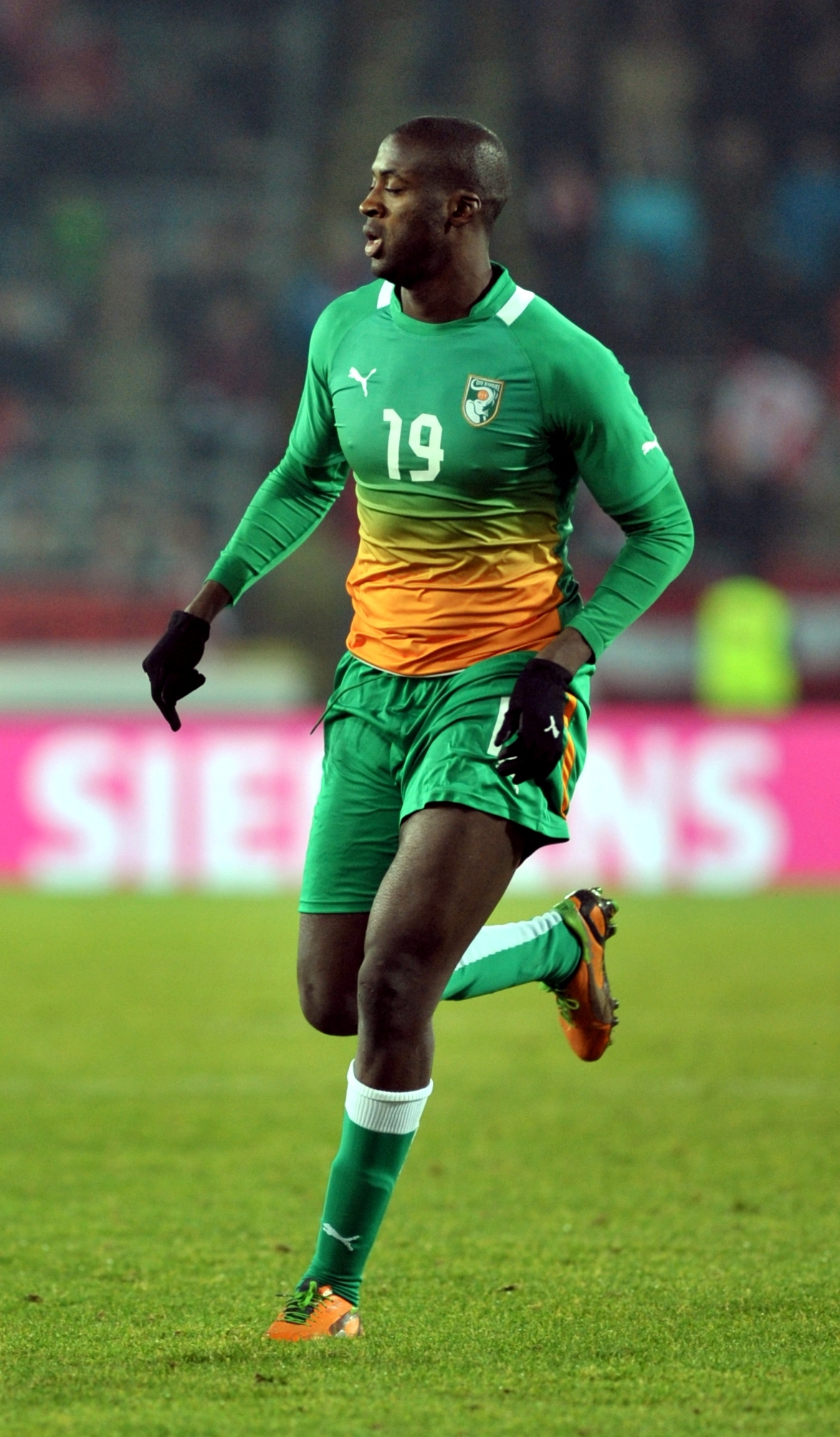
Touré im Trikot der Nationalmannschaft, 2012

2006 stand Touré mit der Elfenbeinküste im Finale des Africa-Cups. 2006 berief ihn Nationaltrainer Henri Michel außerdem in das ivorische Aufgebot für die Fußball-WM in Deutschland.
2010 stand er ebenfalls im Aufgebot der Elfenbeinküste bei der Fußball-WM in Südafrika, genau wie vier Jahre später bei der WM in Brasilien. Er kam als einziger Spieler in allen neun WM-Spielen der Ivorer zum Einsatz und ist damit WM-Rekordspieler der Elfenbeinküste.

## Familie
Yaya Touré hat zwei Brüder. Sein älterer Bruder Kolo Touré war ebenfalls Nationalspieler und bei Manchester City als Innenverteidiger aktiv. Ibrahim Touré, der Jüngste der drei, stand bis zu seinem Tod im Alter von 28 Jahren im Libanon bei Safa SC Beirut unter Vertrag.

## Erfolge und Auszeichnungen

### Verein
ASEC Mimosas (2000–2001)
- Ivorische Meisterschaft: 2001

Olympiakos Piräus (2005–2006)
- Griechische Meisterschaft: 2006
- Griechischer Pokal: 2006

FC Barcelona (2007–2010)
- Spanischer Meister: 2009, 2010
- Copa del Rey: 2009
- Supercopa de España: 2009
- Champions-League-Sieger: 2009
- UEFA Super Cup: 2009
- FIFA-Klub-Weltmeisterschaft: 2009

Manchester City (2010–2018)
- Englischer Meister: 2012, 2014, 2018
- FA-Cup-Sieger: 2011
- FA-Community-Shield-Sieger: 2012
- EFL Cup: 2014, 2016, 2018

### Nationalmannschaft
- Afrikameister: 2015

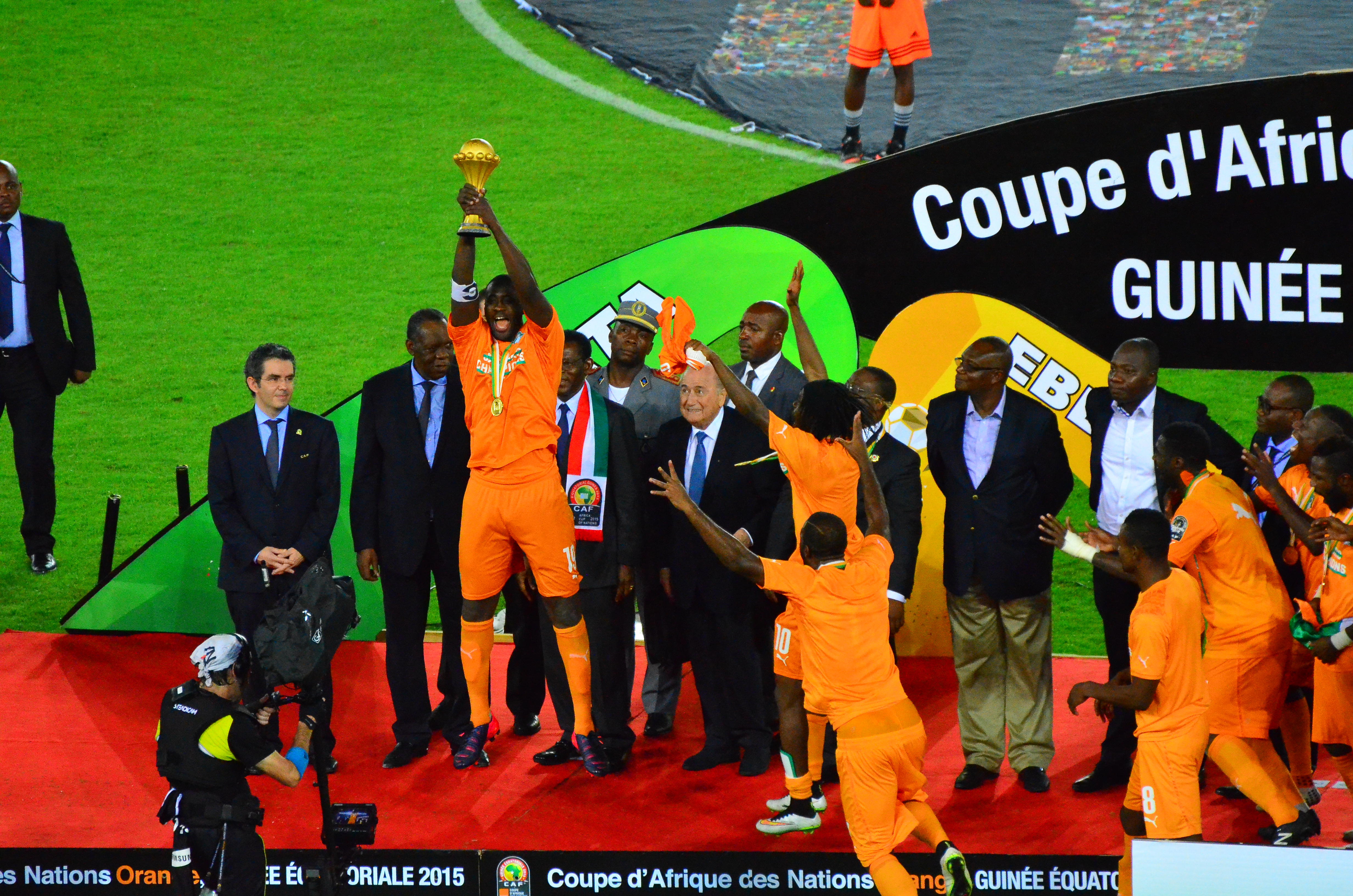
Touré mit dem Pokal nach dem Gewinn der Afrikameisterschaft 2015

- Afrika-Cup-Teilnahme: 2006 (6 Einsätze, 1 Tor), 2008 (6 Einsätze, 1 Tor), 2010 (3 Einsätze)
- WM-Teilnahme: 2006 (3 Einsätze), 2010 (3 Einsätze, 1 Tor)

### Persönliche Ehrungen
- Ivorischer Fußballer des Jahres: 2009
- Afrikas Fußballer des Jahres: 2011, 2012, 2013, 2014
- BBC African Footballer of the Year: 2013, 2015
- Premio Bulgarelli Number 8: 2013/14